# Лутаєнко Самійло Миколайович
Самійло (Самуїл) Миколайович Лутаєнко (20 серпня 1898, село Лутайка, тепер Прилуцького району Чернігівської області — ?) — радянський державний діяч, секретар Житомирського обласного комітету КП(б)У, голова Житомирської обласної ради профспілок.

## Життєпис
З лютого 1920 року служив у Червоній армії, учасник громадянської війни в Росії.
Член ВКП(б).
Перебував на відповідальній партійній роботі.
З грудня 1939 року — завідувач промислового відділу Житомирського обласного комітету КП(б)У.
У травні — серпні 1941 року — секретар Житомирського обласного комітету КП(б)У із промисловості.
Учасник німецько-радянської війни з 1941 року. Служив на політичній роботі у Військовій раді Південно-Західного фронту.
У червні 1944 — вересні 1945 року — секретар Житомирського обласного комітету КП(б)У із кадрів.
У вересні 1945 — лютому 1951 року — 3-й секретар Житомирського обласного комітету КП(б)У.
У лютому 1951 — 1956 року — голова Житомирської обласної ради професійних спілок.
Подальша доля невідома.

## Звання
- старший політрук
- майор

## Нагороди
- орден Трудового Червоного Прапора (23.01.1948)
- ордени
- медаль «За перемогу над Німеччиною у Великій Вітчизняній війні 1941—1945 рр.» (1945)
- медалі